# Bovan (okręg rasiński)
Bovan (cyr. Бован) – wieś w Serbii, w okręgu rasińskim, w mieście Kruševac. W 2011 roku liczyła 149 mieszkańców.